# Alfons, jarl af Chester
Alfons, jarl af Chester (født 24. november 1273 i Bayonne, død 19. august 1284) var det niende barn af Edvard I af England og Eleanora af Kastilien. Han blev opkaldt efter sin morbror Alfons X af Kastilien.
Alfons, jarl af Chester døde på Windsor Castle, ti år gammel, kort efter at hans bror (den senere Edvard II af England) blev født. Alfons' død betød, at Edvard (II) blev Edvard I's eneste overlevende mandlige arvtager. Alfons blev begravet i Westminster Abbey.
| Biografi | Spire Denne biografi er en spire som bør udbygges. Du er velkommen til at hjælpe Wikipedia ved at udvide den. |